# Großer Preis von China 2013
Der Große Preis von China 2013 (offiziell 2013 Formula 1 UBS Chinese Grand Prix) fand am 14. April auf dem Shanghai International Circuit in Shanghai statt und war das dritte Rennen der Formel-1-Weltmeisterschaft 2013.

## Berichte

### Hintergründe
Nach dem Großen Preis von Malaysia führte Sebastian Vettel in der Fahrerwertung mit neun Punkten vor Kimi Räikkönen und mit 14 Punkten vor Mark Webber. In der Konstrukteurswertung führte Red Bull-Renault mit 26 Punkten vor Lotus-Renault und Ferrari.
Beim Großen Preis von China stellte Pirelli den Fahrern die Reifenmischungen P Zero Medium (weiß) und P Zero Soft (gelb) sowie für Nässe Cinturato Intermediates (grün) und Cinturato Full-Wets (blau) zur Verfügung.
Fernando Alonso bestritt seinen 200. Grand Prix.
Mit Lewis Hamilton (zweimal), Alonso, Räikkönen, Vettel, Jenson Button und Nico Rosberg (jeweils einmal) traten sechs ehemalige Sieger zu diesem Grand Prix an.
Als Rennkommissare fungierten Mark Blundell (GBR), Garry Connelly (AUS), Steven Chopping (AUS) und Wang Feng (CHN).

### Training
Im ersten freien Training erzielte Rosberg die Bestzeit vor seinem Teamkollegen Hamilton und Webber. Sergio Pérez verlor am Ende des Trainings die Kontrolle über sein Fahrzeug und rutschte bei der Einfahrt in die Boxengasse in einen Reifenstapel. Qing Hua Ma ersetzte in diesem Training Charles Pic bei Caterham. Er lag als einziger Pilot über der 107-Prozent-Zeit.
Im zweiten freien Training fuhr Felipe Massa die schnellste Runde vor Räikkönen und Alonso. Im Training zeigte sich, dass die Reifen speziell bei den Volltanktests stark abbauten. Pérez fiel erneut mit einem Ausrutscher auf. Beide Marussia-Piloten schieden mit einem technischen Defekt aus. Das Team vermutete einen Riss im Öltank als Auslöser.
Im dritten freien Training übernahm Alonso die Führung vor Massa und Hamilton. Ferrari verwendete an beiden Fahrzeugen einen neuen Frontflügel.

### Qualifying
Im ersten Qualifying-Abschnitt versuchten die Piloten, nur eine schnelle Runde zu fahren, um Reifen zu sparen. Alle Fahrer entschieden sich für die weichere Reifenmischung. Hamilton erzielte die schnellste Zeit. Die Caterham- und Marussia-Piloten sowie Esteban Gutiérrez und Valtteri Bottas schieden aus. Im zweiten Segment verwendeten die Piloten weiterhin nur die weichere Mischung. Hamilton blieb in Führung. Webber blieb in diesem Training mit mangelndem Benzindruck stehen. Die Force-India-Piloten sowie Jean-Éric Vergne, Pastor Maldonado, Webber und Pérez schieden aus.
Auch im dritten Segment war Hamilton der Schnellste, der damit die erste Pole-Position für seinen neuen Rennstall Mercedes erzielte. Auf den Positionen zwei und drei folgten Räikkönen und Alonso. Im finalen Abschnitt fuhren nur acht Piloten eine gezeitete Runde. Von diesen fuhren die ersten sieben mit der weicheren Reifenmischung. Button fuhr auf der härteren Mischung eine Zeit, die mehr als eine halbe Minute langsamer als die schnellste Runde war, um damit als Achter vor den Fahrern zu starten, die keine gezeitete Runde fuhren. Vettel und Nico Hülkenberg fuhren keine gezeitete Runde und hatten somit freie Reifenwahl für den Grand Prix.
Da nach dem Qualifying festgestellt wurde, dass Webbers Wagen infolge eines Fehlers in der Tankanlage zu wenig Kraftstoff an Bord hatte, wurde er aus der Wertung des Qualifyings ausgeschlossen. Ihm wurde erlaubt, vom letzten Startplatz zu starten. Das Team entschied sich für Änderungen am Fahrzeug, sodass Webber aus der Boxengasse startete.

### Rennen
Der Große Preis von China wurde durch die strategische Herangehensweise der Teams und Fahrer bestimmt.
Räikkönen startete schlecht in den Grand Prix, sodass beide Ferrari-Piloten an ihm vorbeigingen. Hamilton behielt die Führung. Im Mittelfeld berührten sich die Force India, zu Beschädigungen kam es jedoch nicht. Bereits nach der ersten Runde ging Webber, der aus der Box gestartet war, an die Box und wechselte von der weicheren auf die härtere Reifenmischung.
Während Hülkenberg im Mittelfeld an Vettel, der dieselbe Strategie wie Hülkenberg verfolgte, vorbeigezogen war, überholten Alonso und Massa Hamilton in der fünften Runde gemeinsam auf der Start-Ziel-Geraden mit Hilfe des Drag Reduction Systems (DRS). Hamilton ging am Ende der Runde, genauso wie sein Teamkollege Rosberg, an die Box. Beide wechselten von der weicheren auf die härtere Reifenmischung. In der Zwischenzeit gab es eine Kollision zwischen Gutiérrez und Sutil. Gutiérrez verpasste am Ende der langen Geraden den Bremspunkt und fuhr Sutil ins Heck, sodass beide ausfielen. Die Rennkommissare untersuchten diesen Vorfall nach dem Rennen und verhängten eine Strafversetzung von fünf Positionen für das nächste Rennen gegen Gutiérrez.
Eine Runde nach Hamilton gingen auch Alonso und Räikkönen an die Box, wiederum eine Runde später Massa, der zwischenzeitlich für eine Runde in Führung lag. Alle wechselten von der weicheren auf die härtere Mischung. Nachdem die Spitzengruppe ihren Boxenstopp absolviert hatte, führte Hülkenberg vor Vettel, Button, Pérez, di Resta und Alonso. Die ersten fünf Piloten waren alle auf den härteren Reifen gestartet und blieben länger draußen. Massa fiel durch seinen Stopp hinter Webber zurück, überholte ihn jedoch wenig später.

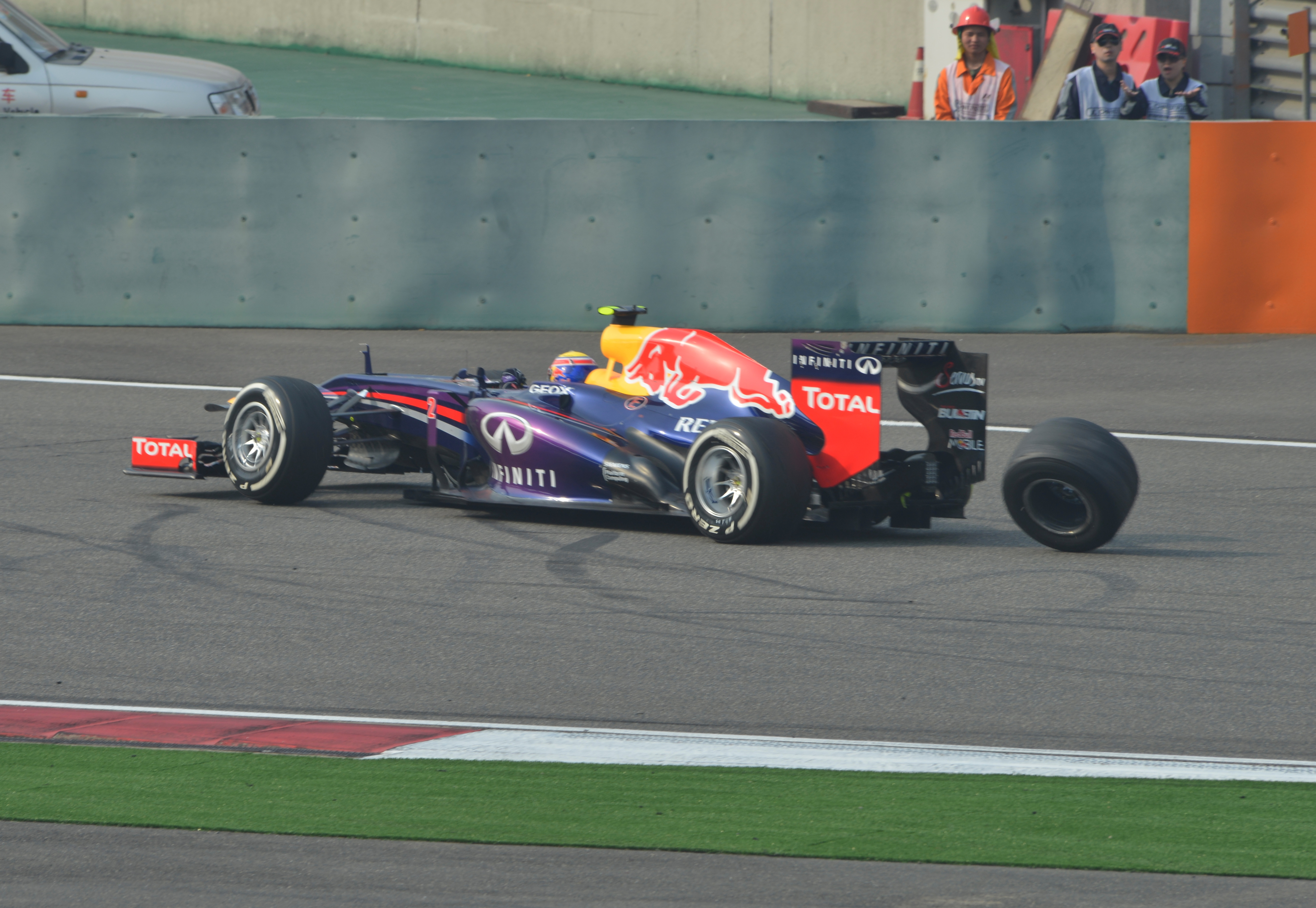
Mark Webber verliert sein rechtes Hinterrad …

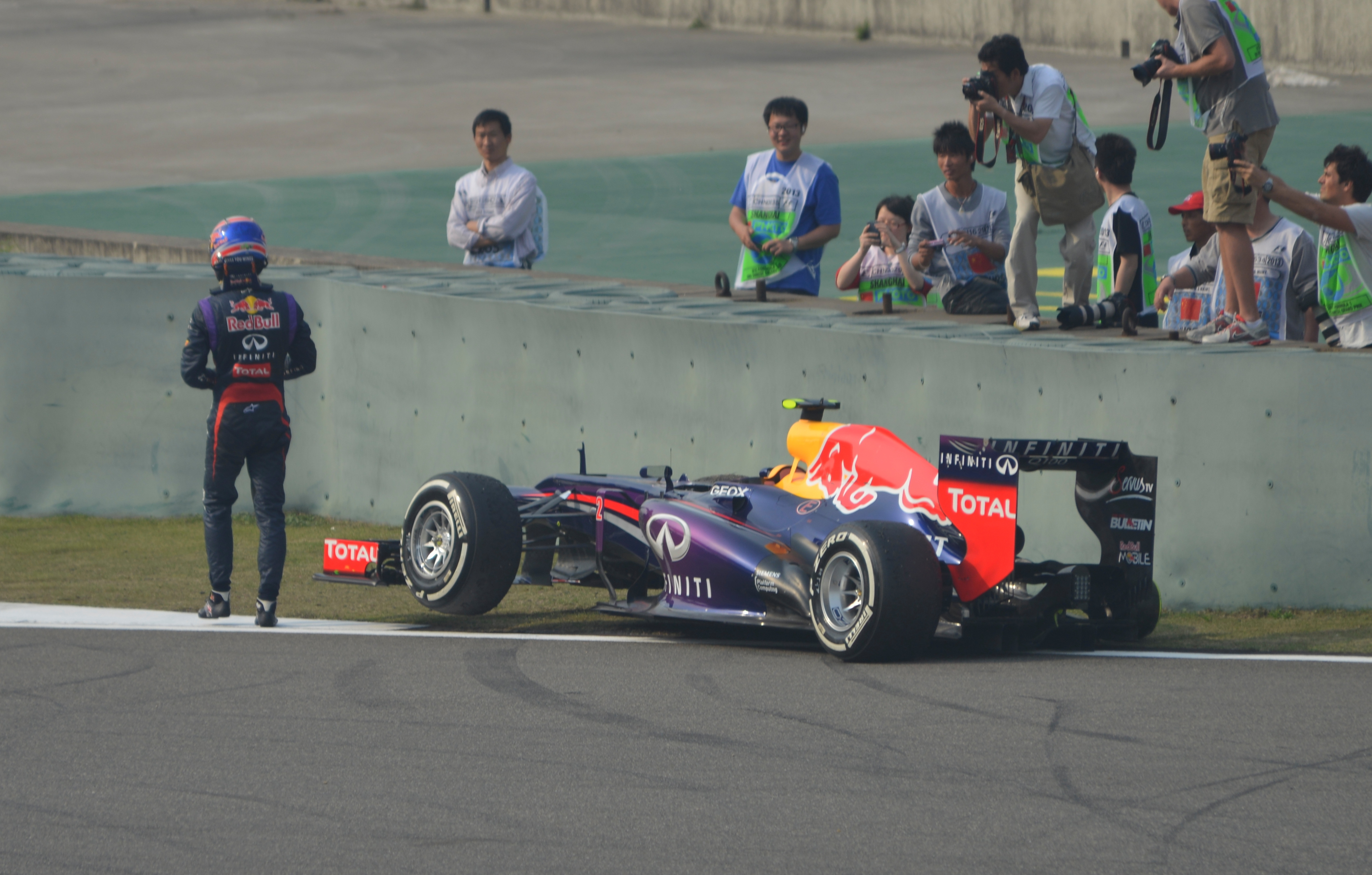
… und muss dann das Rennen aufgeben.

Alonso ging in den nächsten Runden an di Resta und Pérez vorbei und lag schließlich auf dem zweiten Platz hinter Button, da Hülkenberg und Vettel an die Box gingen. Weil es bei Hülkenberg Probleme beim Stopp gab, ging Vettel an der Box an ihm vorbei. Vettel war es zuvor nicht gelungen, auf der Strecke an Hülkenberg vorbeizufahren, weshalb er nicht den geplanten Vorsprung herausfahren konnte.
Währenddessen gab es im Mittelfeld zwei Kollisionen. Webber fuhr neben Vergne und kollidierte mit ihm. Vettel überholte dadurch beide. Webber musste zu einem Reparaturstopp an die Box, während Vergne auf der Strecke blieb. Bei dem Frontflügelwechsel wurden zudem die Reifen an Webbers Fahrzeug gewechselt. Dabei wurde sein rechtes Hinterrad nicht richtig befestigt. Webber fuhr langsam um den Kurs, bis sich das Rad kurz vor der Boxeneinfahrt löste. Webber schied aus. Die Rennleitung untersuchte die Kollision zwischen ihm und Vergne nach dem Rennen und verhängte eine Startplatzstrafe in Höhe von drei Positionen gegen Webber. Für das Weiterfahren mit dem lockeren Reifen wurde Red Bull mit einer Geldstrafe von 5.000 € belegt. Die andere Kollision ereignete sich zwischen Räikkönen und Pérez. Dabei beschädigte sich Räikkönen die Spitze des Frontflügels, die von nun an geöffnet war, bei einer Berührung mit dem Heck von Pérez. Der Schaden erforderte keine Reparatur und die Auswirkungen auf das Renntempo Räikkönens waren marginal. Für diese Kollision wurde keiner der beiden beteiligten Fahrer sanktioniert.
Kurz vor den zweiten Boxenstopps ging Alonso an Button, der noch nicht gestoppt hatte, vorbei und übernahm die Führung des Rennens. Alonso hatte zu diesem Zeitpunkt in etwa 13 Sekunden Vorsprung auf die Fahrer, die auf der gleichen Strategie wie er waren. Alonso und Button fuhren wenig später an die Box, wodurch Vettel die Führung übernahm. Es dauerte jedoch nicht lange, bis Alonso den Rückstand auf Vettel aufgeholt hatte und ihn überholte. Vettel war zuvor von seinem Team aufgefordert worden, auf seine Rundenzeiten zu achten und sich nicht mit Alonso zu duellieren, da beide unterschiedliche Strategien verfolgten. Bei ihren zweiten Boxenstopps entschieden sich Vettel und Hülkenberg für unterschiedliche Reifen. Hülkenberg wechselte auf die weichere Mischung, sodass er zum Ende des Rennens die härtere verwenden konnte. Vettel blieb auf den härteren Reifen, sodass er noch einen weiteren Stopp absolvieren musste. In der Zwischenzeit hatte Rosberg mit einem Defekt am hinteren Stabilisator aufgegeben.
Alonso baute seinen Vorsprung auf Räikkönen und Hamilton, die auf den Plätzen drei und vier lagen, aber dieselbe Strategie wie Alonso anwendeten, in dieser Rennphase aus und blieb zudem länger auf der Strecke. Nach seinem dritten und letzten Boxenstopp verlor Alonso die Führung für eine Runde an Vettel. Vettel, der im Gegensatz zu Alonso noch einmal zum Reifenwechsel kommen musste, ließ Alonso daher kurz darauf problemlos passieren, sodass beide keine Zeit verloren. Aus ähnlichen Gründen ließ Button Räikkönen und Hamilton ohne Gegenwehr vorbei.

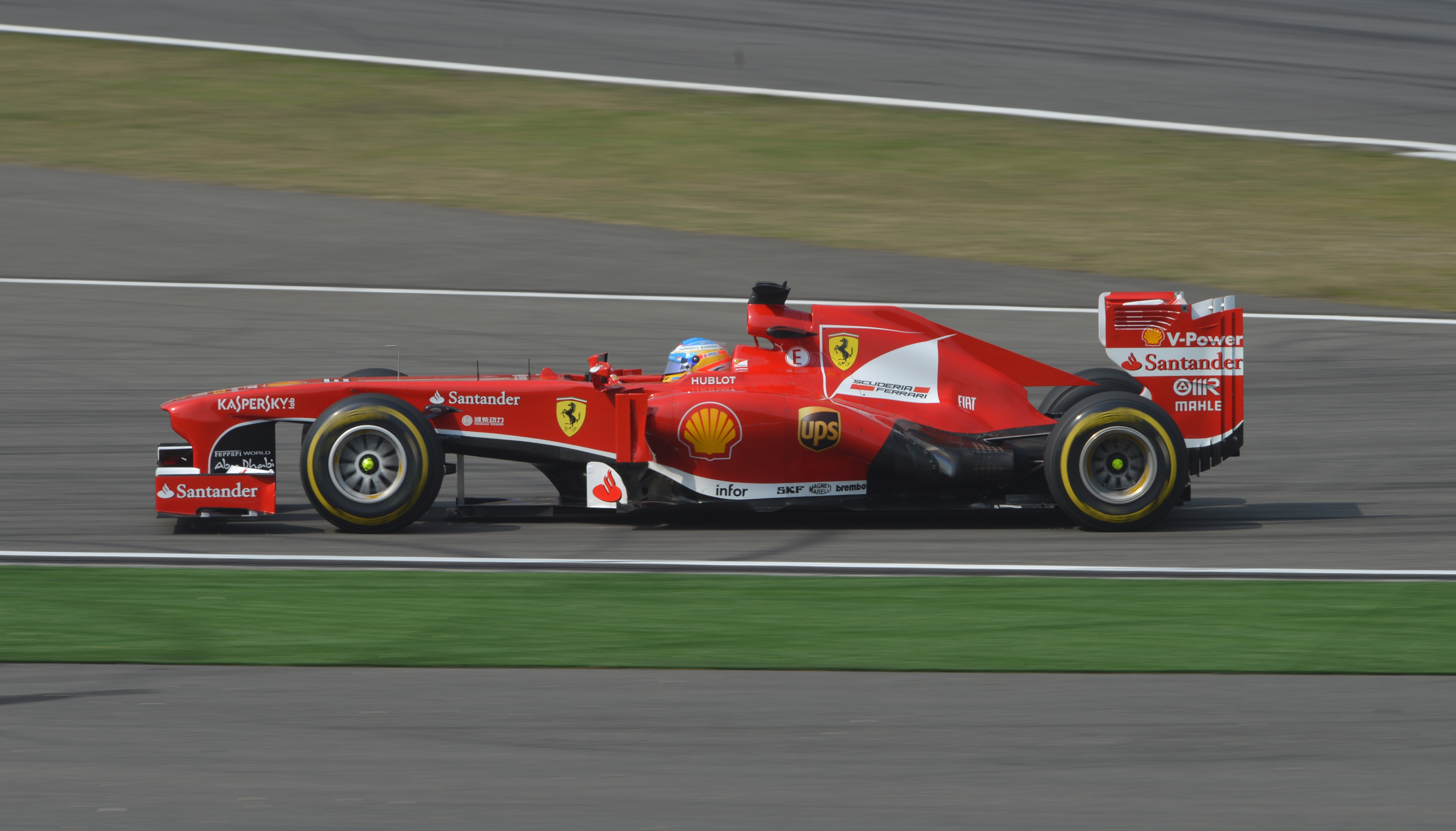
Fernando Alonso auf dem Weg zu seinem ersten Saisonsieg

Während Alonso das Rennen in der Schlussphase mit etwa zehn Sekunden Vorsprung auf Räikkönen anführte und vom Team aufgefordert wurde, das Material zu schonen, fuhr Vettel nach einem späten letzten Boxenstopp mit den weicheren Reifen die schnellsten Runden und verkürzte den Rückstand auf dem vor ihm liegenden Hamilton, dessen Reifen im Rennen stärker abbauten und der in der ersten Kurve Sprit einsparen musste. Vettel schloss zwar auf Hamilton auf, für ein Überholmanöver reichte es aber nicht mehr, da das Rennen vorbei war, als Vettel in direkter Schlagdistanz war.
Alonso gewann das Rennen vor Räikkönen, Hamilton und Vettel. Mit größerem Abstand folgten auf den weiteren Top-10-Plätzen Button, Massa, Ricciardo, di Resta, Grosjean und Hülkenberg. Ricciardo erzielte mit dem siebten Platz sein bis dahin bestes Ergebnis in der Formel 1. Button war der einzige Fahrer in den Top 10, der statt auf eine Drei-Stopp-Strategie zu setzen, eine Zwei-Stopp-Strategie durchführte.
Mit seinem 31. Formel-1-Sieg zog Alonso in der ewigen Bestenliste der Formel-1-Sieger mit Nigel Mansell auf die vierte Position gleich.
In der Weltmeisterschaft behielt Vettel die Führung vor Räikkönen. Alonso übernahm die dritte Position. Bei den Konstrukteuren blieb Red Bull in Führung. Ferrari ging an Lotus vorbei auf den zweiten Platz.

#### Kommentare der ersten drei Fahrer
„Das hätte heute nicht besser laufen können! Ich habe seit Deutschland nicht mehr gewonnen, und dies ist ein spezielles Gefühl, denn es war ein schwieriges Rennen voller Vorkommnisse. Zusammen mit dem zweiten Platz, den ich in Australien holte, zeigt diese Ergebnis, dass dieses Auto konkurrenzfähig ist, und dass wir in die richtige Richtung arbeiten, um immer um das Podium zu kämpfen.

Dafür muss ich dem Team für seine gewaltigen Anstrengungen danken, die sowohl hier als auch zuhause in der Fabrik geleistet worden sind. Sie haben so hart gearbeitet, um mich in diese Situation zu bringen, in der ich auf gleichem Niveau mit den anderen kämpfen kann.

Wir hatten das gesamte Wochenende über ein gutes Gefühl, und der dritte Platz im Qualifying gab uns die Möglichkeit, um Top-Platzierungen zu kämpfen. Hinzu kommt, dass wir vielleicht etwas Glück verdient haben. Zusammen mit all diesen wichtigen Faktoren wie dem Setup, der Strategie, der Entscheidung für die Boxenstopps und den Boxenstopps an sich, hat alles perfekt funktioniert. Das hat alles zusammen einen Sieg hervorgebracht, der schlussendlich nicht einfach war.

Wir haben das Maximale aus unserer Geschwindigkeit gemacht und leisteten beim Haushalten mit den Reifen gute Arbeit. Das war definitiv der gefährlichste Aspekt. Da niemand die Meisterschaft dominiert, ist sie extrem interessant, selbst wenn wir uns natürlich bewusst sind, dass dies erst das dritte Rennen ist. Wir geben uns keinen Illusionen hin und müssen uns weiterhin konzentrieren, alles geben, um uns weiter zu verbessern.“

„Der zweite Rang war nicht gerade das, was wir wollten. Aber unter diesen Umständen was es das Beste, das wir heute erreichen konnten. Ich bin nicht hundertprozentig glücklich, weil wir nicht gewonnen haben, aber so ist es nun einmal, und der zweite Rang ist nach einem schlechten Start und dem Zwischenfall mit Sergio Pérez ein gutes Ergebnis.

Es war dort draußen ziemlich schwierig, denn das Auto ist natürlich nicht so designt, ansonsten würden wir es natürlich so die ganze Zeit verwenden. Ich war jedoch überrascht, wie gut es noch war. Natürlich gab es ein paar Probleme mit dem Fahrverhalten, was nicht ideal war, aber wir mussten einfach versuchen, damit zu leben, und wir verfügten erstaunlicherweise noch über eine gute Geschwindigkeit.“

„Das war ein gutes Rennen für mich. Natürlich hätte ich viel lieber gewonnen, aber ich bin mit diesem dritten Platz und meinem zweiten Podestplatz in Folge sehr zufrieden. Fernando Alonso und Kimi Räikkönen waren heute im Rennen eben noch ein bisschen schneller als wir.

Am Ende bauten meine Reifen stark ab, als ich versuchte, vor Sebastian Vettel zu bleiben. Ich sah ihn im Rückspiegel immer größer und größer werden, umso schöner war es, den dritten Rang gegen ihn zu verteidigen.

Die Jungs haben an diesem Wochenende großartig gearbeitet, um uns in diese Position zu bringen. Wir haben heute absolut alles aus dem Auto herausgeholt - das ist ein sehr schönes Gefühl. Mit Blick auf die Gesamt-Pace sind wir noch nicht ganz dort, wo wir sein möchten. Aber alle im Team arbeiten sehr hart daran und ich bin überzeugt, dass wir es schaffen können.“

## Meldeliste
| Team                          | Nr. | Fahrer              | Chassis           | Motor                | Reifen |
| ----------------------------- | --- | ------------------- | ----------------- | -------------------- | ------ |
| Infiniti Red Bull Racing      | 01  | Sebastian Vettel    | Red Bull RB9      | Renault 2.4 V8       | P      |
| Infiniti Red Bull Racing      | 02  | Mark Webber         | Red Bull RB9      | Renault 2.4 V8       | P      |
| Scuderia Ferrari              | 03  | Fernando Alonso     | Ferrari F138      | Ferrari 2.4 V8       | P      |
| Scuderia Ferrari              | 04  | Felipe Massa        | Ferrari F138      | Ferrari 2.4 V8       | P      |
| Vodafone McLaren Mercedes     | 05  | Jenson Button       | McLaren MP4-28    | Mercedes-Benz 2.4 V8 | P      |
| Vodafone McLaren Mercedes     | 06  | Sergio Pérez        | McLaren MP4-28    | Mercedes-Benz 2.4 V8 | P      |
| Lotus F1 Team                 | 07  | Kimi Räikkönen      | Lotus E21         | Renault 2.4 V8       | P      |
| Lotus F1 Team                 | 08  | Romain Grosjean     | Lotus E21         | Renault 2.4 V8       | P      |
| Mercedes AMG Petronas F1 Team | 09  | Nico Rosberg        | Mercedes F1 W04   | Mercedes-Benz 2.4 V8 | P      |
| Mercedes AMG Petronas F1 Team | 10  | Lewis Hamilton      | Mercedes F1 W04   | Mercedes-Benz 2.4 V8 | P      |
| Sauber F1 Team                | 11  | Nico Hülkenberg     | Sauber C32        | Ferrari 2.4 V8       | P      |
| Sauber F1 Team                | 12  | Esteban Gutiérrez   | Sauber C32        | Ferrari 2.4 V8       | P      |
| Sahara Force India F1 Team    | 14  | Paul di Resta       | Force India VJM06 | Mercedes-Benz 2.4 V8 | P      |
| Sahara Force India F1 Team    | 15  | Adrian Sutil        | Force India VJM06 | Mercedes-Benz 2.4 V8 | P      |
| Williams F1 Team              | 16  | Pastor Maldonado    | Williams FW35     | Renault 2.4 V8       | P      |
| Williams F1 Team              | 17  | Valtteri Bottas     | Williams FW35     | Renault 2.4 V8       | P      |
| Scuderia Toro Rosso           | 18  | Jean-Éric Vergne    | Toro Rosso STR8   | Ferrari 2.4 V8       | P      |
| Scuderia Toro Rosso           | 19  | Daniel Ricciardo    | Toro Rosso STR8   | Ferrari 2.4 V8       | P      |
| Caterham F1 Team              | 20  | Qing Hua Ma         | Caterham CT03     | Renault 2.4 V8       | P      |
| Caterham F1 Team              | 20  | Charles Pic         | Caterham CT03     | Renault 2.4 V8       | P      |
| Caterham F1 Team              | 21  | Giedo van der Garde | Caterham CT03     | Renault 2.4 V8       | P      |
| Marussia F1 Team              | 22  | Jules Bianchi       | Marussia MR02     | Cosworth 2.4 V8      | P      |
| Marussia F1 Team              | 23  | Max Chilton         | Marussia MR02     | Cosworth 2.4 V8      | P      |

Anmerkungen
1. 1 2  Ma fuhr den Caterham mit der Nummer 20 im ersten freien Training. Pic übernahm das Fahrzeug anschließend für das restliche Rennwochenende.

## Klassifikationen

### Qualifying
| Pos.                                                                      | Fahrer              | Konstrukteur         | Q1       | Q2       | Q3         | Start |
| ------------------------------------------------------------------------- | ------------------- | -------------------- | -------- | -------- | ---------- | ----- |
| 01                                                                        | Lewis Hamilton      | Mercedes             | 1:35,793 | 1:35,078 | 1:34,484   | 01    |
| 02                                                                        | Kimi Räikkönen      | Lotus-Renault        | 1:37,046 | 1:35,659 | 1:34,761   | 02    |
| 03                                                                        | Fernando Alonso     | Ferrari              | 1:36,253 | 1:35,148 | 1:34,788   | 03    |
| 04                                                                        | Nico Rosberg        | Mercedes             | 1:35,959 | 1:35,537 | 1:34,861   | 04    |
| 05                                                                        | Felipe Massa        | Ferrari              | 1:35,972 | 1:35,403 | 1:34,933   | 05    |
| 06                                                                        | Romain Grosjean     | Lotus-Renault        | 1:36,929 | 1:36,065 | 1:35,364   | 06    |
| 07                                                                        | Daniel Ricciardo    | Toro Rosso-Ferrari   | 1:36,993 | 1:36,258 | 1:35,998   | 07    |
| 08                                                                        | Jenson Button       | McLaren-Mercedes     | 1:36,667 | 1:35,784 | 2:05,673   | 08    |
| 09                                                                        | Sebastian Vettel    | Red Bull-Renault     | 1:36,537 | 1:35,343 | keine Zeit | 09    |
| 10                                                                        | Nico Hülkenberg     | Sauber-Ferrari       | 1:36,985 | 1:36,261 | keine Zeit | 10    |
| 11                                                                        | Paul di Resta       | Force India-Mercedes | 1:37,478 | 1:36,287 | –          | 11    |
| 12                                                                        | Sergio Pérez        | McLaren-Mercedes     | 1:36,952 | 1:36,314 | –          | 12    |
| 13                                                                        | Adrian Sutil        | Force India-Mercedes | 1:37,349 | 1:36,405 | –          | 13    |
| 14                                                                        | Pastor Maldonado    | Williams-Renault     | 1:37,281 | 1:37,139 | –          | 14    |
| 15                                                                        | Jean-Éric Vergne    | Toro Rosso-Ferrari   | 1:37,508 | 1:37,199 | –          | 15    |
| 16                                                                        | Valtteri Bottas     | Williams-Renault     | 1:37,769 | –        | –          | 16    |
| 17                                                                        | Esteban Gutiérrez   | Sauber-Ferrari       | 1:37,990 | –        | –          | 17    |
| 18                                                                        | Jules Bianchi       | Marussia-Cosworth    | 1:38,780 | –        | –          | 18    |
| 19                                                                        | Max Chilton         | Marussia-Cosworth    | 1:39,537 | –        | –          | 19    |
| 20                                                                        | Charles Pic         | Caterham-Renault     | 1:39,614 | –        | –          | 20    |
| 21                                                                        | Giedo van der Garde | Caterham-Renault     | 1:39,660 | –        | –          | 21    |
| 107-Prozent-Zeit: 1:42,498 min (bezogen auf Q1-Bestzeit von 1:35,793 min) |                     |                      |          |          |            |       |
| DSQ                                                                       | Mark Webber         | Red Bull-Renault     | 1:36,148 | 1:36,679 | –          | Box   |

Anmerkungen
1. ↑  Webber wurde aus der Wertung des Qualifyings ausgeschlossen, da sein Fahrzeug im zweiten Abschnitt ohne Treibstoff stehen geblieben war. Ihm wurde erlaubt, vom letzten Startplatz zu starten. Da sich Red Bull für Änderungen am Fahrzeug entschied, musste Webber aus der Boxengasse starten.

### Rennen
| Pos. | Fahrer              | Konstrukteur         | Runden | Stopps | Zeit        | Start | Schnellste Runde |
| ---- | ------------------- | -------------------- | ------ | ------ | ----------- | ----- | ---------------- |
| 01   | Fernando Alonso     | Ferrari              | 56     | 3      | 1:36:26,945 | 03    | 1:39,506 (46.)   |
| 02   | Kimi Räikkönen      | Lotus-Renault        | 56     | 3      | + 10,168    | 02    | 1:39,955 (51.)   |
| 03   | Lewis Hamilton      | Mercedes             | 56     | 3      | + 12,322    | 01    | 1:39,981 (50.)   |
| 04   | Sebastian Vettel    | Red Bull-Renault     | 56     | 3      | + 12,525    | 09    | 1:36,808 (53.)   |
| 05   | Jenson Button       | McLaren-Mercedes     | 56     | 2      | + 35,285    | 08    | 1:38,058 (56.)   |
| 06   | Felipe Massa        | Ferrari              | 56     | 3      | + 40,827    | 05    | 1:40,284 (55.)   |
| 07   | Daniel Ricciardo    | Toro Rosso-Ferrari   | 56     | 3      | + 42,691    | 07    | 1:40,240 (55.)   |
| 08   | Paul di Resta       | Force India-Mercedes | 56     | 3      | + 51,084    | 11    | 1:40,101 (55.)   |
| 09   | Romain Grosjean     | Lotus-Renault        | 56     | 3      | + 53,423    | 06    | 1:40,563 (55.)   |
| 10   | Nico Hülkenberg     | Sauber-Ferrari       | 56     | 3      | + 56,598    | 10    | 1:40,630 (31.)   |
| 11   | Sergio Pérez        | McLaren-Mercedes     | 56     | 2      | + 1:03,860  | 12    | 1:41,281 (55.)   |
| 12   | Jean-Éric Vergne    | Toro Rosso-Ferrari   | 56     | 3      | + 1:12,604  | 15    | 1:40,138 (56.)   |
| 13   | Valtteri Bottas     | Williams-Renault     | 56     | 3      | + 1:33,861  | 16    | 1:38,200 (53.)   |
| 14   | Pastor Maldonado    | Williams-Renault     | 56     | 3      | + 1:35,453  | 14    | 1:40,968 (54.)   |
| 15   | Jules Bianchi       | Marussia-Cosworth    | 55     | 3      | + 1 Runde   | 18    | 1:41,537 (35.)   |
| 16   | Charles Pic         | Caterham-Renault     | 55     | 3      | + 1 Runde   | 20    | 1:41,997 (48.)   |
| 17   | Max Chilton         | Marussia-Cosworth    | 55     | 3      | + 1 Runde   | 19    | 1:41,978 (39.)   |
| 18   | Giedo van der Garde | Caterham-Renault     | 55     | 3      | + 1 Runde   | 21    | 1:42,357 (42.)   |
| –    | Nico Rosberg        | Mercedes             | 21     | 3      | DNF         | 04    | 1:43,378 (07.)   |
| –    | Mark Webber         | Red Bull-Renault     | 15     | 2      | DNF         | Box   | 1:43,416 (12.)   |
| –    | Adrian Sutil        | Force India-Mercedes | 5      | 0      | DNF         | 13    | 1:44,257 (03.)   |
| –    | Esteban Gutiérrez   | Sauber-Ferrari       | 4      | 0      | DNF         | 17    | 1:44,775 (02.)   |

## WM-Stände nach dem Rennen
Die ersten zehn des Rennens bekamen 25, 18, 15, 12, 10, 8, 6, 4, 2 bzw. 1 Punkt(e).

### Fahrerwertung
| Pos. | Fahrer           | Konstrukteur         | Punkte |
| ---- | ---------------- | -------------------- | ------ |
| 01   | Sebastian Vettel | Red Bull-Renault     | 52     |
| 02   | Kimi Räikkönen   | Lotus-Renault        | 49     |
| 03   | Fernando Alonso  | Ferrari              | 43     |
| 04   | Lewis Hamilton   | Mercedes             | 40     |
| 05   | Felipe Massa     | Ferrari              | 30     |
| 06   | Mark Webber      | Red Bull-Renault     | 26     |
| 07   | Nico Rosberg     | Mercedes             | 12     |
| 08   | Jenson Button    | McLaren-Mercedes     | 12     |
| 09   | Romain Grosjean  | Lotus-Renault        | 11     |
| 10   | Paul di Resta    | Force India-Mercedes | 8      |
| 11   | Daniel Ricciardo | Toro Rosso-Ferrari   | 6      |

| Pos. | Fahrer              | Konstrukteur         | Punkte |
| ---- | ------------------- | -------------------- | ------ |
| 12   | Adrian Sutil        | Force India-Mercedes | 6      |
| 13   | Nico Hülkenberg     | Sauber-Ferrari       | 5      |
| 14   | Sergio Pérez        | McLaren-Mercedes     | 2      |
| 15   | Jean-Éric Vergne    | Toro Rosso-Ferrari   | 1      |
| 16   | Valtteri Bottas     | Williams-Renault     | 0      |
| 17   | Esteban Gutiérrez   | Sauber-Ferrari       | 0      |
| 18   | Jules Bianchi       | Marussia-Cosworth    | 0      |
| 19   | Pastor Maldonado    | Williams-Renault     | 0      |
| 20   | Charles Pic         | Caterham-Renault     | 0      |
| 21   | Giedo van der Garde | Caterham-Renault     | 0      |
| 22   | Max Chilton         | Marussia-Cosworth    | 0      |

### Konstrukteurswertung
| Pos. | Konstrukteur         | Punkte |
| ---- | -------------------- | ------ |
| 01   | Red Bull-Renault     | 78     |
| 02   | Ferrari              | 73     |
| 03   | Lotus-Renault        | 60     |
| 04   | Mercedes             | 52     |
| 05   | McLaren-Mercedes     | 14     |
| 06   | Force India-Mercedes | 14     |

| Pos. | Konstrukteur       | Punkte |
| ---- | ------------------ | ------ |
| 07   | Toro Rosso-Ferrari | 7      |
| 08   | Sauber-Ferrari     | 5      |
| 09   | Williams-Renault   | 0      |
| 10   | Marussia-Cosworth  | 0      |
| 11   | Caterham-Renault   | 0      |